# Phaenobezzia sabroskyi
Phaenobezzia sabroskyi är en tvåvingeart som beskrevs av Wirth och Eileen D. Grogan 1982. Phaenobezzia sabroskyi ingår i släktet Phaenobezzia och familjen svidknott. Inga underarter finns listade i Catalogue of Life.